# Apholidoptera pietschmanni
Apholidoptera pietschmanni är en insektsart som först beskrevs av Viktor von Ebner-Rofenstein 1912.  Apholidoptera pietschmanni ingår i släktet Apholidoptera och familjen vårtbitare. Inga underarter finns listade i Catalogue of Life.